# St. François Xavier
St. François Xavier, ursprünglich Grantown, ist eine ländliche Gemeinde am Assiniboine River, westlich von Winnipeg in der kanadischen Provinz Manitoba. 1824 gründete Cuthbert Grant mit einigen anderen Métis-Familien die neue Siedlung Grantown in der als White Horse Plain bekannten Gegend. Schon wenige Jahre nach der Gründung erhielt der Ort den Namen des Schutzheiligen der örtlichen Kirche, Francisco de Xavier. 1870 wurde die Provinz Manitoba gegründet und in ihr St. François Xavier als Gemeinde etabliert. 2006 lebten dort 1087 Einwohner.